# Jean-Louis Charbonnel
Pour les articles homonymes, voir Charbonnel.
Jean-Louis Charbonnel né le 27 mars 1848 à Paulhac (Cantal) et mort le 28 mai 1885 dans le 13e arrondissement de Paris est un peintre et graveur français

## Biographie
Peintre né à Bélinay de Paulhac en 1848 dans le Cantal, Jean-Louis Charbonnel passe son enfance au pied du Plomb du Cantal. Auteur à treize ans d'un portrait à l'huile de sa grand-mère, il est envoyé en 1862 à Paris suivre la formation de l’École des beaux-arts où il fréquente les ateliers de Léon Cogniet (1794-1880), de Jean-Léon Gérôme (1824-1904), de Carolus-Duran (1837-1917), de Jean-Baptiste Farochon (1812-1871) et d'Alexandre Oliva. Il fréquente aussi les ateliers d’Antoine-Jean Gros, de Merry-Joseph Blondel et de David d’Angers. Il expose au Salon de 1868 à 1882. Il est titulaire de la médaille militaire.
Atteint de troubles de la vue, Jean-Louis Charbonnel meurt dépressif le 28 mai 1885.

## Œuvres

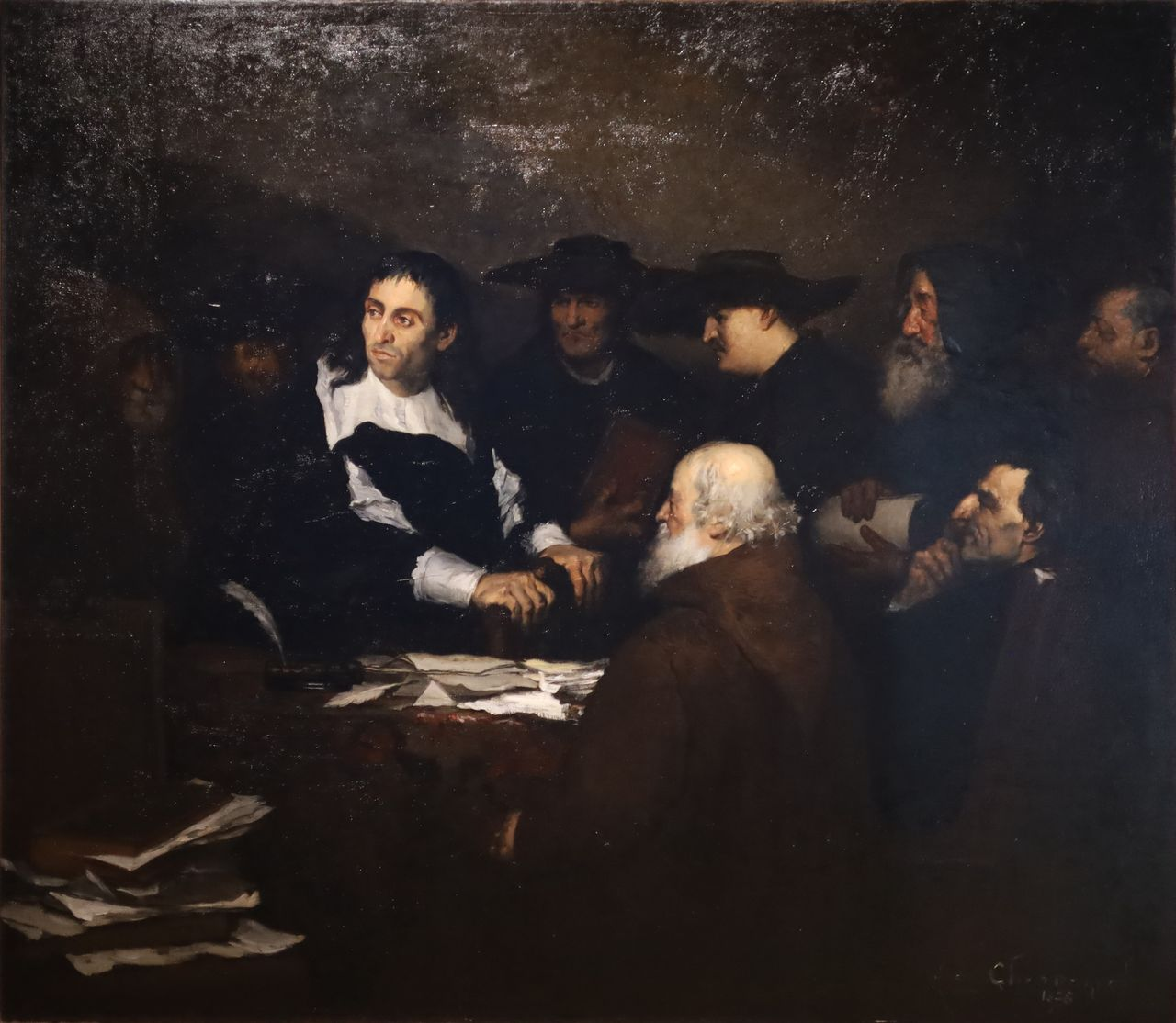
Blaise Pascal au milieu de ses contradicteurs (1878, Musée d'Art Roger-Quilliot).

Peintre de style réaliste, il est un remarquable coloriste.
Remarqué par le critique Joris-Karl Huysmans, il se spécialise dans la peinture d'histoire, la scène de genre et le portrait.
Il subsiste deux portraits de lui : un grand autoportrait à l'huile sur toile de 130 × 81 cm conservé au Musée d'art et d'archéologie d'Aurillac et un portrait à l'eau-forte de son ami Philippe-Auguste Cattelain (1838-1893).

## Salons
- 1848.
- 1868 : Joueur de musette, souvenir d'Auvergne, eau-forte.
- 1872 :
  - Portrait de l'auteur ;
  - Blaise Pascal au milieu de ses contradicteurs.
- 1878 : Portrait de Mgr Lamouroux de Pompignac, évêque de Saint-Flour.